# Azijska razvojna banka
Azijska razvojna banka (engl. Asian Development Bank, ADB) je regionalna razvojna banka osnovana 19. decembra 1966, sa sedištem u Ortigas centru koji se nalazi u gradu Mandalujong, Metro Manila, Filipini. Kompanija takođe održava 31 terensku kancelariju širom sveta za promociju socijalnog i ekonomskog razvoja u Aziji. Banka prima članove Ekonomske i socijalne komisije Ujedinjenih nacija za Aziju i Tihi okean (engl. United Nations Economic and Social Commission for Asia and the Pacific - UNESCAP, ranije Ekonomska komisija za Aziju i Daleki Istok ili ECAFE) i neregionalne razvijene zemlje. Od 31 člana po osnivanju, ADB sada ima 68 članova.
ADB je organizovana po uzoru na Svetsku banku i ima sličan ponderisani sistem glasanja, gde se glasovi dele proporcionalno upisima kapitala članova. ADB objavljuje godišnji izveštaj koji rezimira njeno poslovanje, budžet i druge materijale ya uvid javnosti. Program stipendiranja ADB-Japan (ADB-JSP) godišnje upiše oko 300 studenata u akademske institucije smeštene u 10 zemalja regiona. Po završetku svojih studijskih programa, od naučnika se očekuje da doprinesu ekonomskom i socijalnom razvoju svojih matičnih zemalja. ADB je zvanični posmatrač Ujedinjenih nacija.
Prema podacima od 31. decembra 2018. Japan i Sjedinjene Države drže najveći udeo u akcijama od 15,571%. Kina drži 6,429%, Indija 6,317%, a Australija 5,773%.

## Organizaciona struktura
Najviše telo banke za donošenje odluka je Odbor guvernera, sastavljen od po jednog predstavnika iz svake države članice. Odbor guvernera, između ostalog, bira između sebe dvanaest članova Odbora direktora i njihove zamenike. Osam od dvanaest članova potiču od regionalnih (azijsko-pacifičkih) članova, dok ostali potiču od neregionalnih članova.
Odbor guvernera takođe bira predsednika banke, koji je predsedavajući Odbora direktora i upravlja ADB-om. Predsednik ima mandat od pet godina i može biti ponovo izabran. Tradicionalno, i pošto je Japan jedan od najvećih akcionara banke, predsednik je uvek bio Japanac.
Trenutni predsednik je Masacugu Asakava. Nasledio je Takehiko Nakao 17. januara 2020, koji je nasledio Haruhika Kurodu 2013.
Sedište banke je na adresi 6 ADB Avenue, Mandalujong, Metro Manila, Filipini, i ima 31 terensku kancelariju u Aziji i Tihom okeanu i predstavništva u Vašingtonu, Frankfurtu, Tokiju i Sidneju. Banka zapošljava oko 3.000 ljudi, što predstavlja 60 od njenih 68 članova.

### Spisak predsednika
| Ime                  | Datum           | Nacionalnost |
| -------------------- | --------------- | ------------ |
| Takeši Vatanabe      | 1966–1972       | Japanska     |
| Širo Ajnoue          | 1972–1976       | Japanese     |
| Taroiči Jošida       | 1976–1981       | Japanska     |
| Masao Fudžioka       | 1981–1989       | Japanska     |
| Kimimasa Tarumizu    | 1989–1993       | Japanska     |
| Micuo Sato           | 1993–1999       | Japanska     |
| Tadao Čino           | 1999–2005       | Japanska     |
| Haruhiko Kuroda      | 2005–2013       | Japanska     |
| Takehiko Nakao       | 2013–2020       | Japanska     |
| Masacugu Asakava (*) | 2020–sadašnjost | Japanska     |

(*) Od 17. januara 2020. Masacugu Asakava je predsednik ADB-a.

## Najveće zemlje i regioni po upisanom kapitalu i glasačkoj moći
Sledeća tabela sadrži iznose za 20 najvećih zemalja prema upisanom kapitalu i glasačkoj moći u Azijskoj razvojnoj banci prema podacima iz decembra 2018. godine.
| Rang | Zemlja           | Upisani kapital (% totala) | Moć glasanja (% totala) |
| ---- | ---------------- | -------------------------- | ----------------------- |
|      | Svet             | 100,000                    | 100,000                 |
| 1    | Japan            | 15,571                     | 12,756                  |
| 1    | SAD              | 15,571                     | 12,756                  |
| 3    | Kina             | 6,429                      | 5,442                   |
| 4    | Indija           | 6,317                      | 5,352                   |
| 5    | Australija       | 5,773                      | 4,917                   |
| 6    | Indonezija       | 5,434                      | 4,646                   |
| 7    | Kanada           | 5,219                      | 4,474                   |
| 8    | Južna Koreja     | 5,026                      | 4,320                   |
| 9    | Nemačka          | 4,316                      | 3,752                   |
| 10   | Malezija         | 2,717                      | 2,472                   |
| 11   | Filipini         | 2,377                      | 2,200                   |
| 12   | Francuska        | 2,322                      | 2,156                   |
| 13   | Pakistan         | 2,174                      | 2,037                   |
| 14   | Velika Britanija | 2,038                      | 1,929                   |
| 15   | Italija          | 1,803                      | 1,741                   |
| 16   | Novi Zeland      | 1,532                      | 1,524                   |
| 17   | Tajland          | 1,358                      | 1,385                   |
| 18   | Tajvan           | 1,087                      | 1,168                   |
| 19   | Holandija        | 1,023                      | 1,117                   |
| 20   | Bangladeš        | 1,019                      | 1,114                   |

## Članovi
ADB ima 68 članova (zaključno sa 23. martom 2019): 49 članova iz azijskog i pacifičkog regiona, 19 članova iz ostalih regiona. Godina nakon imena člana označava godinu članstva. Kada neka država odluči da prestane da bude članica, Banka organizuje otkup akcija te zemlje od strane Banke, kao deo poravnanja računa sa tom državom u skladu sa odredbama stava 3. i 4. člana 43.
| Regionalni članovi         | Datum pristupanja |
| -------------------------- | ----------------- |
| Afganistan                 | 1966              |
| Australija                 | 1966              |
| Kambodža                   | 1966              |
| Indija                     | 1966              |
| Indonezija                 | 1966              |
| Japan                      | 1966              |
| Laos                       | 1966              |
| Malezija                   | 1966              |
| Nepal                      | 1966              |
| Novi Zeland                | 1966              |
| Pakistan                   | 1966              |
| Filipini                   | 1966              |
| Samoa                      | 1966              |
| Singapur                   | 1966              |
| Južna Koreja               | 1966              |
| Šri Lanka                  | 1966              |
| Tajvan (ka Tajpej, Kina)   | 1966              |
| Tajland                    | 1966              |
| Vijetnam                   | 1966              |
| Hongkong                   | 1969              |
| Fidži                      | 1970              |
| Papua Nova Gvineja         |                   |
| Tonga                      | 1972              |
| Burma                      |                   |
| Solomonska Ostrva          |                   |
| Kiribati                   | 1974              |
| Kukova Ostrva              | 1976              |
| Maldivi                    | 1978              |
| Vanuatu                    | 1981              |
| Bangladeš                  | 1973              |
| Butan                      | 1982              |
| Kina                       | 1986              |
| Savezne Države Mikronezije | 1990              |
| Maršalska Ostrva           | 1990              |
| Mongolija                  | 1991              |
| Nauru                      | 1991              |
| Tuvalu                     | 1993              |
| Kazakhstan                 | 1994              |
| Kirgistan                  | 1994              |
| Uzbekistan                 | 1995              |
| Tadžikistan                | 1998              |
| Azerbejdžan                | 1999              |
| Turkmenistan               | 2000              |
| Timor-Leste                | 2002              |
| Palau                      | 2003              |
| Jermenija                  | 2005              |
| Brunej                     | 2006              |
| Gruzija                    | 2007              |
| Nijue                      | 2019              |

| Neregionalni članovi   | Datum pristupanja |
| ---------------------- | ----------------- |
| Austrija               | 1966              |
| Belgija                | 1966              |
| Kanada                 | 1966              |
| Danska                 | 1966              |
| Finska                 | 1966              |
| Nemačka                | 1966              |
| Italija                | 1966              |
| Holandija              | 1966              |
| Norveška               | 1966              |
| Švedska                | 1966              |
| Ujedinjeno Kraljevstvo | 1966              |
| Sjedinjene Države      | 1966              |
| Švajcarska             | 1967              |
| Francuska              | 1970              |
| Španija                | 1986              |
| Turska                 | 1991              |
| Portugalija            | 2002              |
| Luksemburg             | 2003              |
| Irska                  | 2006              |

## Literatura
- Huang, P.W. 1975. The Asian Development Bank: Diplomacy and Development in Asia.  New York, NY: Vantage Press.
- Krishnamurti, R. 1977. ADB: The Seeding Days. Manila: Asian Development Bank.
- McCawley, Peter. 2017. Banking on the Future of Asia and the Pacific: 50 Years of the Asian Development Bank.  Manila: Asian Development Bank,  978-92-9257-791-9 (print),  978-92-9257-792-6 (e-ISBN),   978-4-326-50451-0 (Japanese language edition).
- Watanabe, Takeshi. 1977 (reprinted 2010). Towards a New Asia. Manila: Asian Development Bank.
- Wihtol, Robert.  1988. The Asian Development Bank and Rural Development: Policy and Practice. Hampshire, UK: Macmillan Press.
- Wilson, Dick. 1997. A Bank for Half the World: The Story of the Asian Development Bank, 1966-1986. Manila: Asian Development Bank.
- Yasutomo, D.T. 1983. Japan and the Asian Development Bank. New York, NY: Praeger.

## Spoljašnje veze
- Zvanični veb-sajt